# Tixhoven
Tixhoven ist ein Ortsteil von Marialinden in der Stadt Overath im Rheinisch-Bergischen Kreis in Nordrhein-Westfalen, Deutschland.

## Lage und Beschreibung
Weiden, Felder und Wald umgeben Tixhoven. Es liegt abseits der Vilkerather Straße (Kreisstraße 27), die vom Aggertal hinauf bis nach Landwehr an die Landesstraße 360, der alten Brüderstraße führt. Der Ortsteil Tixhoven besteht aus einem  Bio-Bauernhof mit eigenem Hofladen.

## Geschichte
Die Topographia Ducatus Montani des Erich Philipp Ploennies, Blatt Amt Steinbach, belegt, dass der Ort 1715 ein Freihof mit einer Hofstelle war, der mit Bixhufen beschriftet ist. Der Ort war um 1789 Teil der Honschaft Miebach im Kirchspiel Overath.
Der Ort ist auf der Topographischen Aufnahme der Rheinlande von 1824 als Bixnofen verzeichnet. Die Preußische Uraufnahme von 1845 zeigt den Wohnplatz unter dem Namen Hixhoven, wenn auch dort die Beschriftung mit Kleinoderscheid vertauscht ist. Ab der Preußischen Neuaufnahme von 1892 ist der Ort auf Messtischblättern regelmäßig als Tixhoven verzeichnet.
1822 lebten elf Menschen im als (einzelnes) Haus kategorisierten Ort, der nach dem Zusammenbruch der napoleonischen Administration und deren Ablösung zur Bürgermeisterei Overath im Kreis Mülheim am Rhein gehörte. Der 1845 laut der Uebersicht des Regierungs-Bezirks Cöln als isoliertes Haus kategorisierte und Tixhoven genannte Ort besaß zu dieser Zeit 1 Wohngebäude mit 13 Einwohnern, alle katholischen Bekenntnisses. Die Gemeinde- und Gutbezirksstatistik der Rheinprovinz führt Tixhofen 1871 mit einem Wohnhaus und sechs Einwohnern auf. Auch im Gemeindelexikon für die Provinz Rheinland von 1888 werden für Tixhofen ein Wohnhaus mit sechs Einwohnern angegeben. 1895 besitzt der Ort ein Wohnhaus mit neun Einwohnern und gehörte konfessionell zum katholischen Kirchspiel Marialinden, 1905 werden ein Wohnhaus und sechs Einwohner angegeben.

## Einzelnachweise

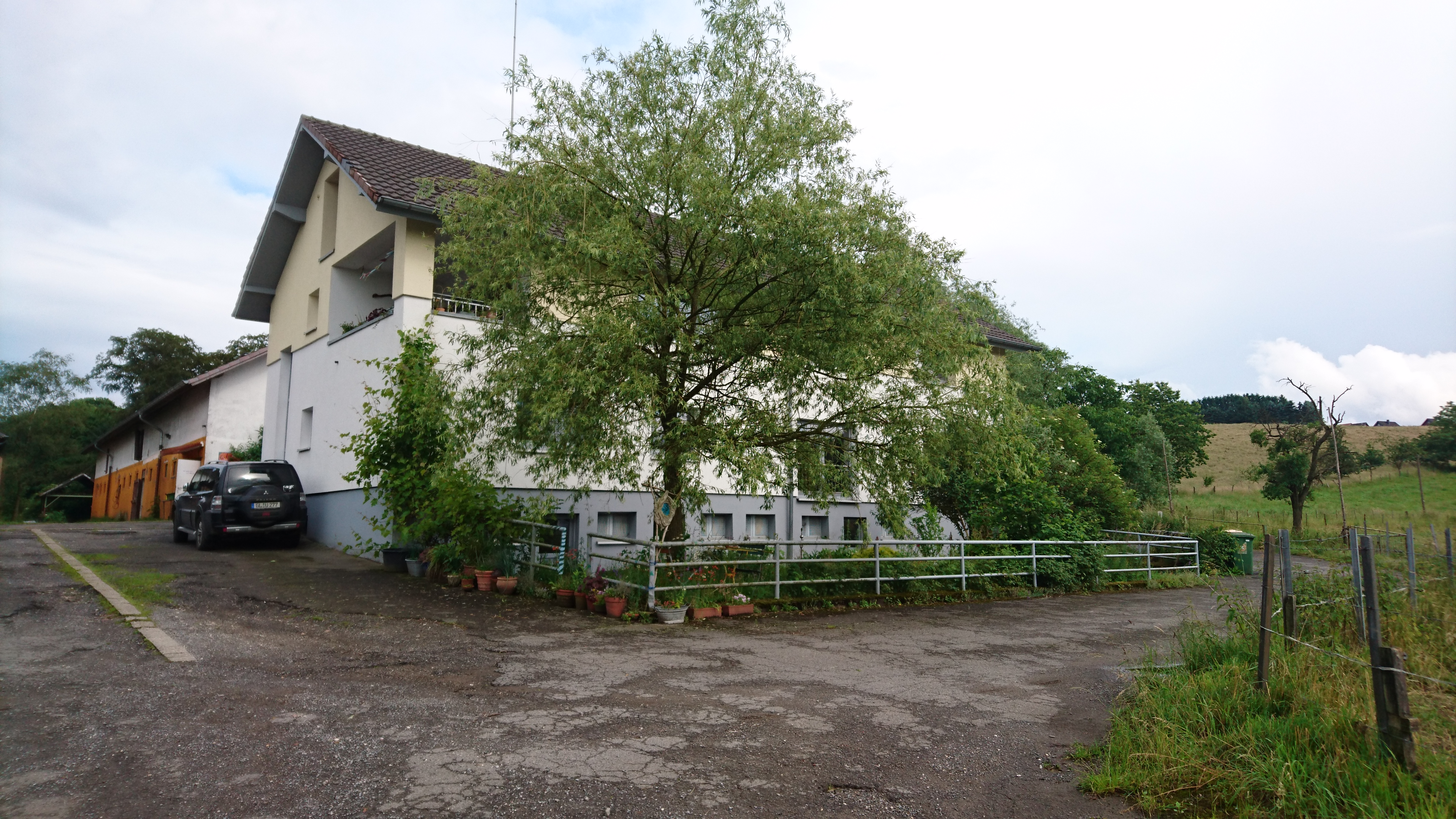
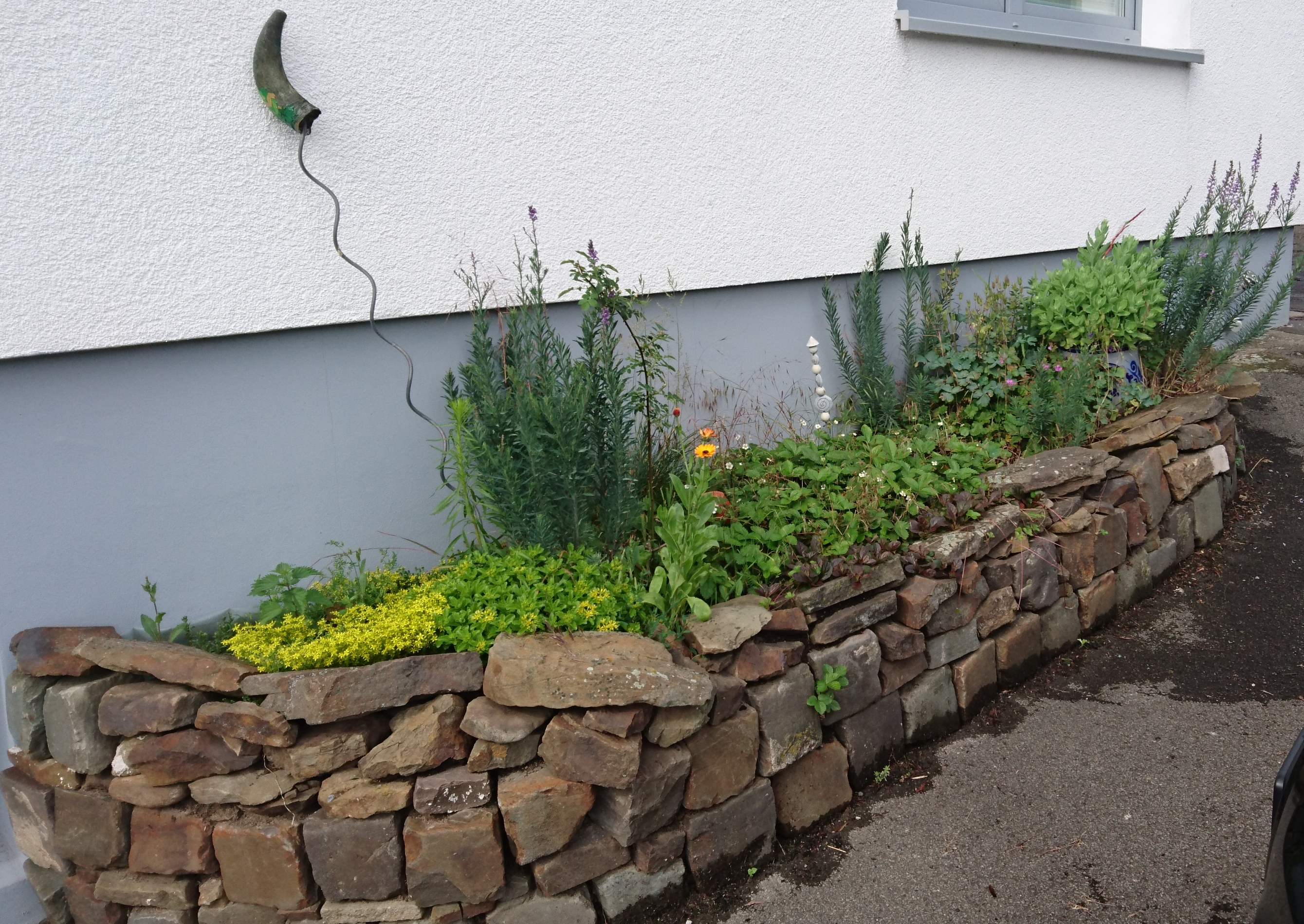
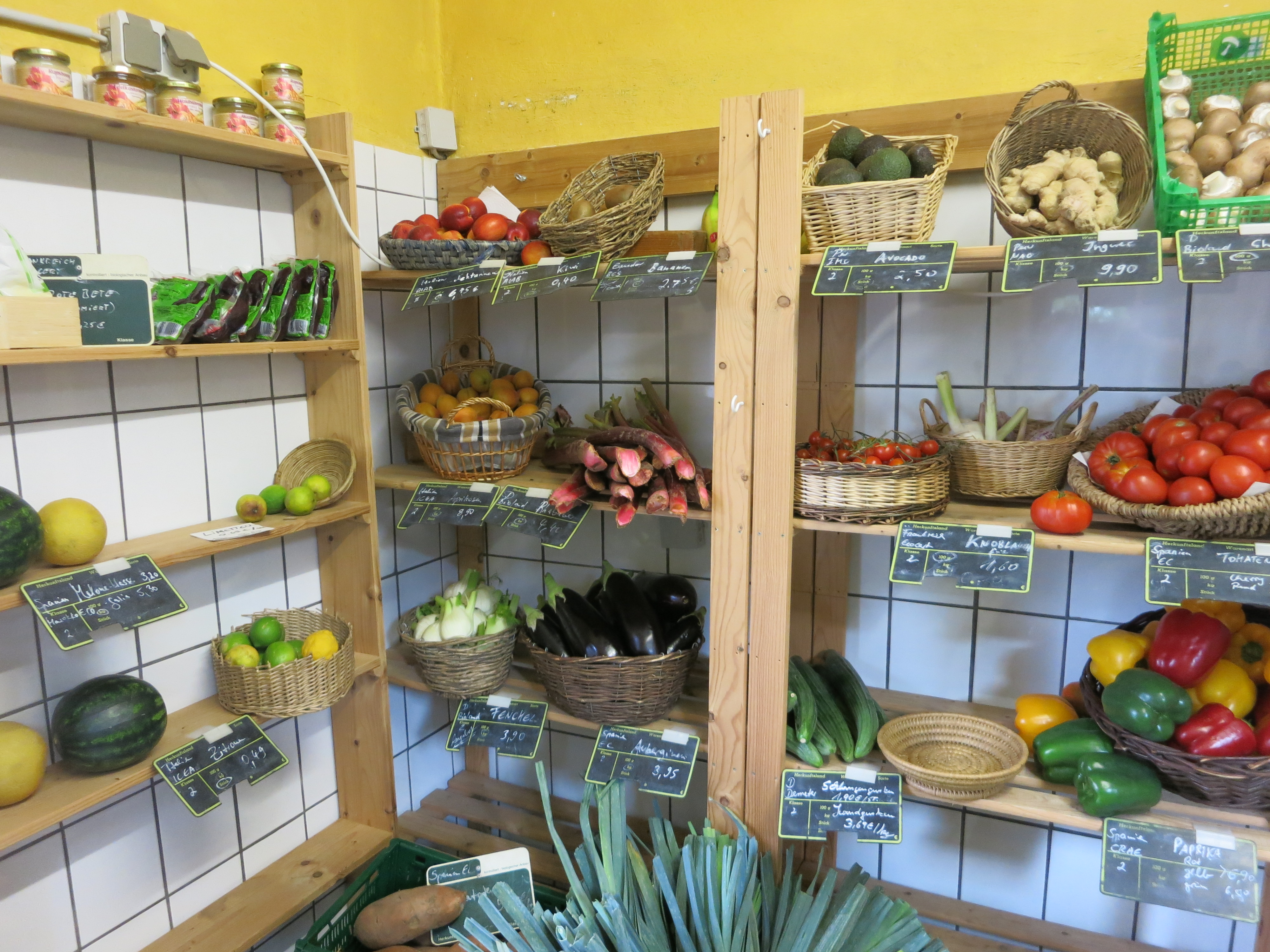
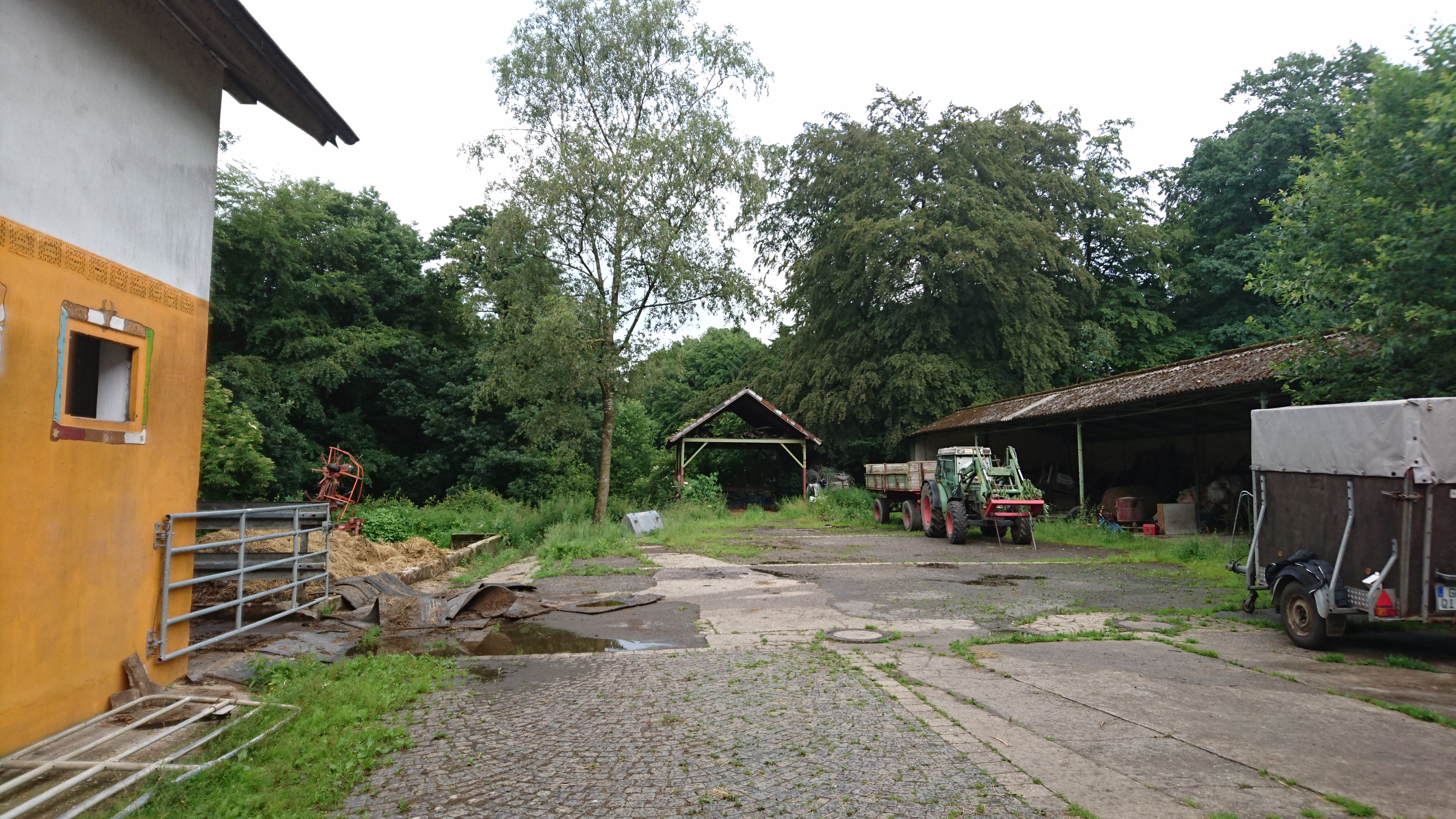